# Les Mille Merveilles de l'univers
Pour plus de détails, voir Fiche technique et Distribution.
Les Mille Merveilles de l'univers est un film franco-canadien réalisé par Jean-Michel Roux et sorti en 1997.

## Synopsis
La Terre vient de recevoir un message en provenance de l'espace. Peu après, les 12 000 habitants d'une ville portuaire disparaissent brusquement. Les autorités demandent au professeur Larsen, astrophysicien et ufologue, de mener une enquête dans la ville devenue une ville fantôme.

## Fiche technique
- Titre anglais : The Thousand Wonders of the Universe
- Réalisation : Jean-Michel Roux
- Scénario : Regine Abadia, Alexis Galmot, Jean-Michel Roux
- Production : France 3 Cinéma, Lumière International
- Photographie : Michel Amathieu
- Lieu de tournage : Canada
- Musique : Mick Harris, Scorn, Shostakovich, Treponem Pal, The Young Gods, Kni Crik, Jean Donati.
- Montage : Jean Beaudoin
- Durée : 90 minutes
- Genre : fantastique
- Dates de sortie: 
  - France : 12 mai 1997 (présentation restreinte à Cannes)[1]
  - Canada : 16 juillet 1997
  - France : 23 juillet 1997

## Distribution
- Tchéky Karyo : Professeur Larsen
- Julie Delpy : Eva Purpur
- Chick Ortega : Oscar
- Féodor Atkine : Purpur
- Maria de Medeiros : Président Blandine Brucker
- Pascale Bussières : Lily
- James Hyndman : Stavro
- Catherine Colvey : La journaliste
- Suzanne Champagne

## Critiques
Pour L'Express, « [les] effets spéciaux [sont] discrets mais réussis, musique très éclectique, couleurs vives et univers à la Enki Bilal. Les amateurs de fantastique apprécieront, en dépit d'une intrigue décousue. ». 
Pour les Inrocks, ce film est une « fable de SF, à mi-chemin entre les romans psychédéliques de Philip K. Dick et les péripéties des serials (avec extraterrestres, savants fous et gaz mortels), qui possède le charme désuet des films d'Antonio Margheriti ».